# Terin Humphrey
Terin Humphrey (n. 14 august 1986, St. Joseph⁠(d), Missouri, SUA) este o gimnastă artistică ce a reprezentat Statele Unite ale Americii, medaliată olimpică. A participat la o ediție a Jocurilor Olimpice (2004) în care a câștigat două medalii de argint.

## Participări
Lista de mai jos prezintă principalele competiții la care a participat Terin Humphrey de-a lungul carierei.
- gymnastics at the 2004 Summer Olympics – women's uneven bars[*]